# Saeco (wielerploeg)
Saeco is een voormalige Italiaanse wielerploeg. De ploeg ontstond in 1996 en bleef in het peloton tot en met 2004, toen de ploeg opging in het ProTour-team Lampre - Caffita. Caffita is een onderdeel van het bedrijf Saeco, dat koffiezetapparaten maakt. Het grootste succes van de ploeg was de eindzege in de Ronde van Italië in 2003 van Gilberto Simoni en de herhaling daarvan in 2004 door Damiano Cunego. Daarnaast wonnen renners in een Saeco-shirt vele (semi-)klassiekers en andere wedstrijden.
Saeco is ook hoofdsponsor een klein Zwitsers semi-professioneel team: Saeco-Romer's-Wetzikon.

## Bekende ex-renners
| Igor Astarloa 2002–2003          | Spanje      |
| Christophe Brandt 2000           | België      |
| Francesco Casagrande 1996–1997   | Italië      |
| Mario Cipollini 1996–2001        | Italië      |
| Mirko Celestino 2001–2004        | Italië      |
| Salvatore Commesso 1998–2004     | Italië      |
| Damiano Cunego 2002–2004         | Italië      |
| Danilo Di Luca 2002–2004         | Italië      |
| Laurent Dufaux 1999–2001         | Zwitserland |
| Cadel Evans 2001                 | Australië   |
| Dario Frigo 1996–1999            | Italië      |
| Massimiliano Lelli 1996–1997     | Italië      |
| Leonardo Piepoli 1998            | Italië      |
| Dario Pieri 2000–2001, 2003–2004 | Italië      |
| Eros Poli 1996                   | Italië      |
| Paolo Savoldelli 1998–2001       | Italië      |
| Gilberto Simoni 2002–2004        | Italië      |

1996 · 
1997 · 
1998 · 
1999 · 
2000 · 
2001 · 
2002 · 
2003 · 
2004
Italiaanse wielerploeg Saeco Macchine per Caffè: 1996–2004
Bellutti · Biasci · Borghi · Buschor · Calcaterra · Canzonieri · Casagrande · Cassani · Cipollini · Di Basco · Donati · Fagnini · Fornaciari · Frigo · Furlan · Lelli · Martinello · Mazzoleni · Moos · Mori · Pascual · Petito · Poli · Politano · Rodríguez · Runkel · Salmerón · Sánchez · Scirea · Beggi (stagiair) · Commesso (stagiair)
Buschor · Calcaterra · Canzonieri · Casagrande · Cipollini · Di Basco · Donati · Fagnini · Faverio · Fidanza · Fornaciari · Frigo · Furlan · Gotti · Lelli · Martinello · Mazzoleni · Moos · Mori · Petito · Rich · Rodríguez · Salmerón · Sánchez · Scirea
Buschor · Calcaterra · Cipollini · Commesso · Donati · Fagnini · Faverio · Fornaciari · Frigo · Gotti · Kokorine · Mazzoleni · Moos · Mori · Morscher · Padrnos · Petito · Piepoli · Rich · Savoldelli · Scirea · China (stagiair) · Guerra (stagiair) · Pugaci (stagiair)
Andriotto · Calcaterra · China · Cipollini · Commesso · Dufaux · Fagnini · Frigo · Galletti · Guerra · Kokorine · Mazzoleni · Meier · Mori · Morscher · Petito · Pugaci · Savoldelli · Scirea · Secchiari · Traversoni · Brandt (stagiair) · Evans (stagiair) · Testi (stagiair)
Atienza · Brandt · Calcaterra · China · Cipollini · Commesso · Conte · Dufaux · Galletti · Guerra · Ludewig · Meier · Mori · Nitsche · Padrnos · Pate · Pieri · Pugaci · Savoldelli · Scirea · Secchiari · Wegmann · Davidson (stagiair) · Elmiger (stagiair) · Obrist (stagiair)
Calcaterra · Cavagnis · Celestino · Cipollini · Commesso · Conte · Davidson · Dufaux · Evans · Galletti · Gavazzi · Ludewig · Meier · Mori · Nitsche · Padrnos · Pieri · Pugaci · Sabaliauskas · Sacchi · Savoldelli · Scirea · Secchiari · Spinelli · Wegmann · Barla (stagiair) · Rohtmer (stagiair)
Astarloa · Bertagnolli · Celestino · Commesso · Conte · Cunego · Davidson · Di Luca · Fuentes · Galletti · Gavazzi · Glomser · Ludewig · Mason · Nitsche · Pepoli · Pugaci · Sabaliauskas · Sacchi · Simoni · Spezialetti · Spinelli · Tonti · Wegmann · Del Sarto (stagiair) · Leuchs (stagiair) · Maccanti (stagiair)
Astarloa  · Bertagnolli · Bonomi · Bucciero · Celestino · Commesso · Cunego · Di Luca · Fornaciari · Fuentes · Galletti · Gavazzi · Glomser · Ludewig · Pepoli · Pieri · Pugaci · Quaranta · Sabaliauskas · Sacchi · Sjefer · Simoni · Spezialetti · Tonti · Zanini · Caccia (stagiair) · Loosli (stagiair) · Marget (stagiair)
Balducci · Bertagnolli · Bonomi · Bucciero · Casagranda · Celestino · Commesso · Cunego · Di Luca · Fornaciari · Fuentes · Gavazzi · Glomser · Loosli · Ludewig · Matzbacher · Mazzoleni · Petrov · Pieri · Sabaliauskas · Simoni · Spezialetti · Štangelj · Szmyd · Tonti · Bates (stagiair) · Franzoi (stagiair) · Magallanes (stagiair)